# ロイナ

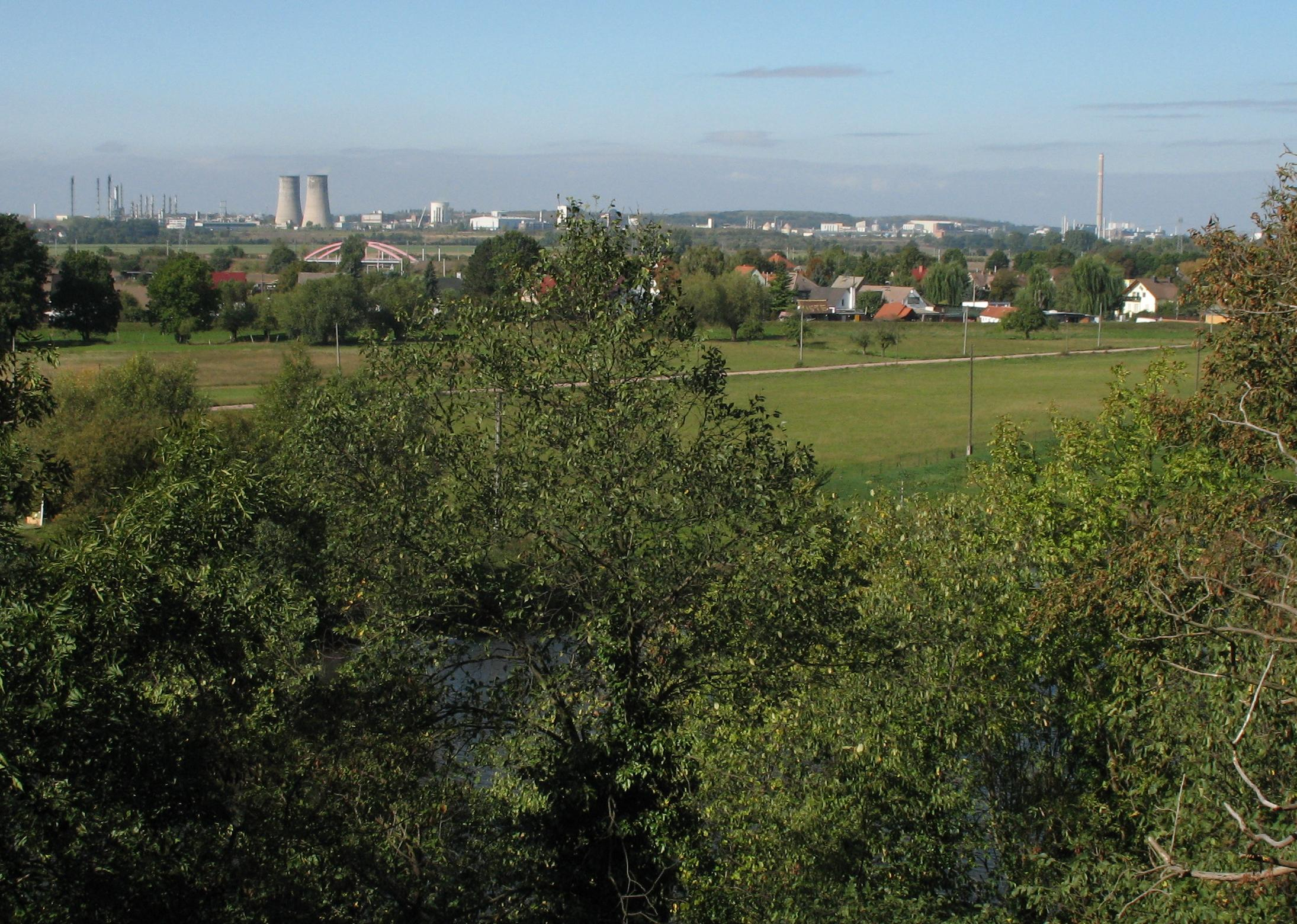
ザール川（手前）に面したレウナの街

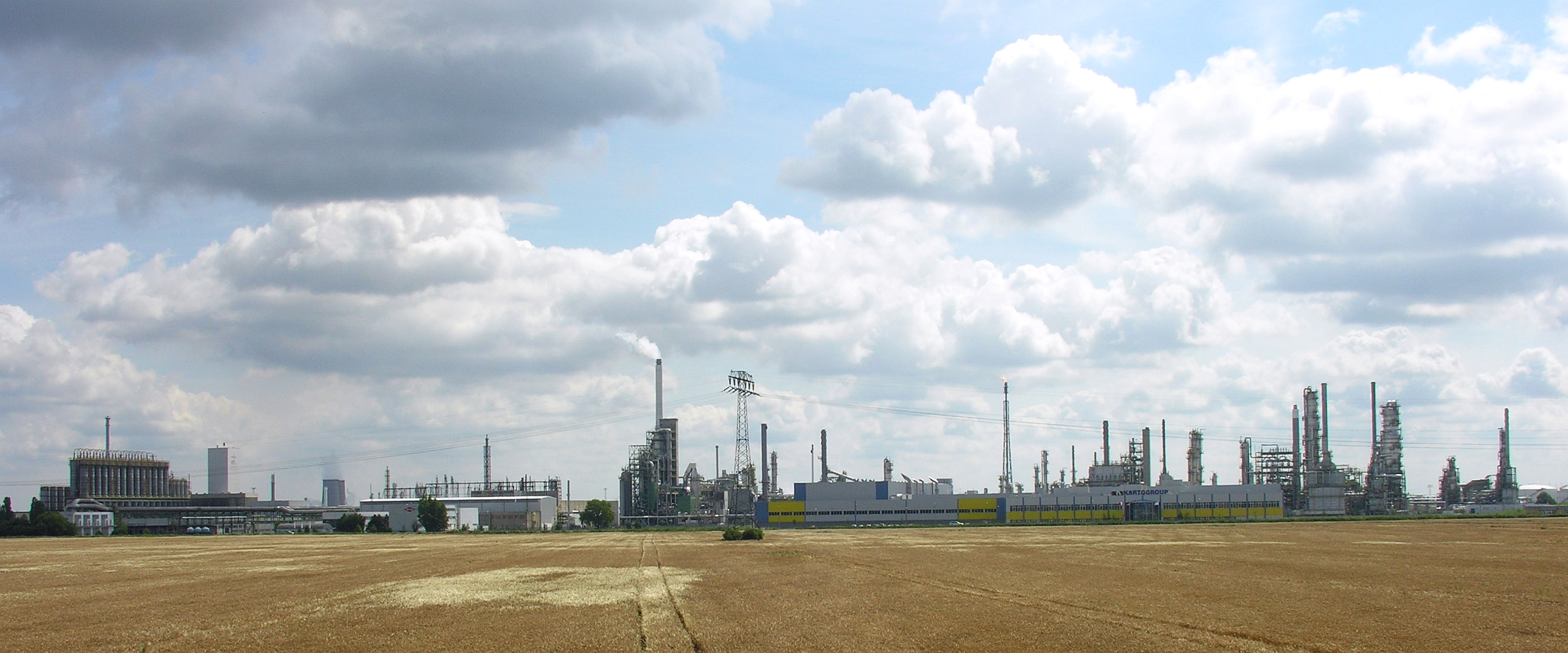
レウナ化学工業地域（2007年）

ロイナ（ドイツ語: Leuna）は、ドイツ東部のザクセン＝アンハルト州にある、ザーレ川沿いの町で、メルゼブルクとハレの南にある。

## 概要
ロイナは、面積13平方キロメートルで、ドイツ最大の化学工業地帯のひとつである。ロイナ工場 で知られ、非常に幅広い範囲の化学物質とプラスチックが生産されている。
1960年、ロイナの人口はほぼ10,000人であったが、1990年ドイツ再統一後には、高い失業率と近隣の産業による公害を含む劣悪な生活条件により、外部への大量の移住が発生した。2009年12月31日に近隣の10の自治体が法人化される前には、その人口は6,670人に減少していた。

## 経済
ロイナの工業用地は13平方キロメートル以上に広がり、地理的面積の点でドイツ最大の化学工業用地のひとつになっている。21世紀初頭現在も、さまざまな化学製品やプラスチックが製造されている。植物ストックからイソブチレンを生産するパイロット工場がフランスの企業Global Bioenergiesによって建設されており、2016 年中に開始される予定である。
日本のダイセル配下のポリプラスチックス社は、2012年に完全子会社化した液晶ポリマー工場（LCP Leuna Carboxylation Plant GmbH）をロイナに持っていて 、2020年にはそのドイツ法人（TOPAS Advanced Polymers GmbH）がロイナに環状オレフィン・コポリマー（COC）の生産新設備を開設すると発表している。

## 参照項目
- IG・ファルベンインドゥストリー